# Bulbostylis burbidgeae
Bulbostylis burbidgeae är en halvgräsart som beskrevs av Karen Louise Wilson. Bulbostylis burbidgeae ingår i släktet Bulbostylis och familjen halvgräs. Inga underarter finns listade i Catalogue of Life.